# Leyermühle (Rüdenhausen)
Die Leyermühle (auch Leiermühle, Untere Mühle, Jägersmühle, Adresse Leyermühle 1, früher Hausnummer 126) ist eine ehemalige Getreidemühle im unterfränkischen Rüdenhausen. Sie liegt am Schirnbach im Nordwesten der Gemeinde und war zeitweise ein eigenständiger Ortsteil von Rüdenhausen. 

## Geschichte
Die Leyermühle gehört zu den ältesten Mühlen entlang des Schirnbachs. Ihre Existenz wird in der Chronik des Friedrich Wilhelm Viehbeck bereits seit dem Jahr 1323 angenommen. Im Mittelalter gehörte die Mühle zu den Gütern der Familie Kielholz. Zunächst nannte man die Mühle lediglich „Untere Mühle“, weil sie damals, neben der Herrenmühle, die andere der beiden Schirnbachmühlen im Ort war. Die Bezeichnung „Leyermühle“ oder „Leiermühle“ setzte sich erst um 1590 durch, als der Müller Wilhelm Leyerer hier lebte.
Die Leyermühle war die größte der um Rüdenhausen gelegenen Mühlen. Dennoch wechselten die Besitzer der Anlage immer wieder. Die Mühle war ein Lehen der Grafen zu Castell-Rüdenhausen, die die Herrschaft über den Ort innehatten. So hieß es 1721, dass der castell’sche Schultheiß die Mühle zum Verkauf anbieten solle. Damals wurde die Mühle vom Besitzer Hans Urban Webern betrieben. Wie viele andere Mühlen wurde auch die Leyermühle im 20. Jahrhundert ein Opfer des Mühlensterbens. 1912 ließ man das Triebwerk auf, bis 1932 waren die Stauanlagen der ehemaligen Mühle noch sichtbar.

## Ortsteil
Lediglich 1867 wurde die Leiermühle als Weiler in der Gemarkung von Rüdenhausen bezeichnet. 
| Jahr | Einwohner |
| ---- | --------- |
| 1867 | 5         |